# Muhlenberg Park
Pour les articles homonymes, voir Muhlenberg.
Muhlenberg Park est une census-designated place située dans le comté de Berks, dans le Commonwealth de Pennsylvanie, aux États-Unis. Sa population, qui s’élevait à 1 420 habitants lors du recensement de 2010, est estimée à 1 356 habitants au 1er juillet 2020.

## Source
- (en) Cet article est partiellement ou en totalité issu de l’article de Wikipédia en anglais intitulé « Muhlenberg Park, Pennsylvania » (voir la liste des auteurs).

1. ↑  (en) « Muhlenberg Park, Pennsylvania Population » [« Données sur Muhlenberg Park, Pennsylvanie »](Archive.org • Wikiwix • Archive.is • Google • Que faire ?), sur censusviewer.com (consulté le 11 janvier 2021).
2. ↑  (en) « Muhlenberg Park, Pennsylvania - Basic Facts » [« Estimations sur Muhlenberg Park »], sur pennsylvania.hometownlocator.com (consulté le 11 janvier 2021).